# 이대석
이대석(李大錫, 1956년 6월 28일~)은 대한민국의 정치인이다. 제2·3대 부산진구의원, 제6·7·9대 부산광역시의원이다.

## 학력
- 당감초등학교
- 항도중학교
- 부산경호고등학교
- 영산대학교 행정학과
- 부산대학교 국제전문대학원 국제학 석사

## 경력
- 당감국민학교육성회 회장
- 동평새마을금고 이사
- 한샘당감키친프라자 대표
- 부산라이온스클럽 이사
- 1995. 7.~1998. 6. 제2대 부산광역시 부산진구의회 의원
- 1998. 7.~2002. 6. 제3대 부산광역시 부산진구의회 의원
- D&D퍼니처 대표
- 2010. 7.~2014. 6. 제6대 부산광역시의회 의원
- 2014. 7.~2018. 6. 제7대 부산광역시의회 의원
- 2022. 7.~: 제9대 부산광역시의회 의원
  - 2022. 7.~: 제9대 부산광역시의회 전·후반기 부의장
  - 2022. 7.~2024. 6: 제9대 부산광역시의회 전반기 교육위원회 위원

## 역대 선거 결과
|  | 35.85% |

|  | 54.08% |

|  | 36.28% |

|  | 41.37% |

|  | 54.52% |

|  | 41.38% |

|  | 60.04% |